# Providence (chanson)
Pour les articles homonymes, voir Providence.
Providence est un single du groupe Sonic Youth, publié en 1989 par Blast First. Il est composé du morceau Providence, tiré de l'album Daydream Nation, en version stéréo sur la face A et en version mono sur la face B.

## Titres
1. Providence (Stéréo)

1. Providence (Mono)